# 文化人名簿
もしかして
- 文化人名録

ではありませんか？